# Мечеть Хазрет-Хызр
Мечеть Хазрет-Хызр (узб. Hazrati Xizr masjidi / Хазрати Хизр масжиди)— мусульманское культовое сооружение в Самарканде на южной оконечности Афрасиаба. Название мечети связано с именем пророка (наби) Хызра — покровителя путешественников, легендарного обладателя «живой воды». Памятник находится на пресечении улиц Шахизинда и Ислама Каримова.
В 2018 году на территории мечети был открыт мавзолей первого Президента Республики Узбекистан Ислама Каримова.

## История
Первое упоминание мечети относится к периоду арабского завоевания Согда (начало VIII века). Согласно легенде, после взятия Самарканда войсками Кутыйбы в 712 году арабы пытались затопить городскую крепость (калу), перекрыв плотиной канал Джуи-Арзис. Однако с неба спустилась огромная белая птица, которая разрушила плотину. В ознаменование этого события один из сподвижников Кутейбы Мухаммад ибн Васы построил на месте почитаемого согдийцами зороастрийского храма на южной оконечности Афрасиаба у Железных ворот мечеть Хазрет-Хызра. Мечеть была полностью разрушена в 1220 году во время монгольского завоевания.
Существующая ныне мечеть была построена на древнем фундаменте в 1854 году. В 1884 году в здании были проведены отделочные работы и перестройки. В 1899 году был переделан айван мечети и пристроена дарвазахана. Завершились работы в 1919 году, когда известным самаркандским мастером Абдукадыром бини Баки (Абдукадыром Бакиевым) были возведены входной портал и восточный минарет, а дарвазахана была перекрыта ребристым куполом.

## Архитектура
Мечеть Хазрет-Хызр является ярким представителем народной архитектуры самаркандской школы. Она представляет собой прямоугольное в плане сооружение размером 30х16 метров. Композиция мечети асимметрична. Основными её элементами являются зимняя ханака, перекрытая куполом, и колонный айван. Ханака квадратная в плане. В центральной части её западной стороны расположен михраб с худжрами по обеим сторонам. Сбоку к мечети пристроены квадратный в плане вестибюль с ребристым куполом на многогранном барабане (дарвазахана) и портал, фланкированный башенками-гульдаста, с резной деревянной дверью XIX века. Отдельно от здания расположен изящный восточный минарет. С западной стороны в фасад мечети вписана башня-гульдаста, уравновешивающая минарет. В декоре мечети представлены потолочные росписи, кырма на панелях, резной ганч в орнаментах и медальонах, ганчевые отливки в обрамлениях и сталактитовом карнизе.

## Мавзолей Ислама Каримова
3 сентября 2016 года на территории мечети Хазрет-Хызр был похоронен первый Президент Узбекистана Ислам Абдуганиевич Каримов. Вскоре после похорон в Главном управлении по охране и использованию объектов культурного наследия при Министерстве культуры Узбекистана началось проектирование мавзолея над его могилой. Основная сложность при работе над проектом заключалась в том, что мечеть Хазрет-Хызр находится под патронатом ЮНЕСКО. Поэтому важно было не только связать два разновременных строения единым архитектурным стилем, но и сохранить исторический облик объекта всемирного наследия. 
В строительстве мавзолея участвовало около 2000 человек, в том числе мастера-декораторы из Индии. Окончание работ планировалось завершить к сентябрю 2017 года, но в последний момент открытие его было решено приурочить к 80-летию со дня рождения Ислама Каримова. 30 января 2018 года мавзолей был торжественно отрыт, а первым его посетителем стал действующий Президент Узбекистана Шавкат Мирзиёев. 
Усыпальница первого Президента Узбекистана состоит из двух частей — традиционного айвана и собственно мавзолея, который представляет собой однокупольное сооружение центрической композиции общей высотой 7,55 метров. Сооружение изготовлено из белого мрамора, украшенного многоцветной объёмной рельефной майоликой. Цокольная часть мавзолея изготовлена из тёмно-зелёного мрамора, а верхняя часть стен завершается объёмным сталактитовым поясом из резной поливной терракоты. Основной объём мавзолея перекрыт куполом, который лежит на арочных парусах и световом барабане. Снаружи купол покрыт керамической плиткой цвета терракоты. Фасады мавзолея выполнены в виде арочных ниш. В юго-восточной нише обустроен вход, остальные ниши закрыты резными мраморными решётками-панджара. 
Интерьер усыпальницы выполнен из белого мрамора с инкрустацией цветными полудрагоценными камнями. Арочные своды покрыты росписью в технике «кундаль» с применением сусального золота. Барабан купола украшен сталактитовым поясом из керамики. Нижняя часть стен мавзолея облицована светло-зелёным ониксом. Посреди мавзолея возвышается сагана из белого оникса, вокруг которой начертаны аяты Корана и надписи из эпохи Амира Тимура и тимуридов.
У входа в мавзолей установлена мраморная плита, на которой на узбекском и английском языках выбито: «Это священное место является вечным пристанищем Первого Президента Республики Узбекистан, великого государственного и политического деятеля, дорогого и любимого сына узбекского народа Ислама Абдуганиевича Каримова».